# Marprelate-striden
Marprelate-striden var en i engelsk kyrkohistoria berömd, våldsam broschyrstrid 1588-89 mellan en puritansk författare, som använde pseudonymen Martin Marprelate, och ett flertal försvarare av den anglikanska kyrkan och särskilt av biskopsstyrelsen.
De puritanska skrifterna trycktes på ett hemligt tryckeri, tillhörigt en walesare, John Penry, som 1593 hängdes som upprorsmakare. Om författarskapet har flera hypoteser framställts, utan att frågan ännu kan sägas vara löst.
Bland motskrifternas författare märks biskop Thomas Cooper av Winchester samt de vittra skriftställarna John Lyly, Thomas Nashe och Robert Greene.